# Chinobrium
Chinobrium is een kevergeslacht uit de familie van de boktorren (Cerambycidae). De wetenschappelijke naam van het geslacht werd voor het eerst geldig gepubliceerd in 1937 door Gressitt.

## Soorten
Chinobrium omvat de volgende soorten:
- Chinobrium aegrotum (Holzschuh, 1982)
- Chinobrium mediofasciatum Gressitt, 1937
- Chinobrium opacum (Holzschuh, 1984)
- Chinobrium vesculum (Holzschuh, 1986)